# Domingos Quina
Domingos Quina (* 18. November 1999 in Bissau, Guinea-Bissau) ist ein portugiesischer Fußballspieler, der bei Udinese Calcio unter Vertrag steht und aktuell an den FC Vizela ausgeliehen ist.

## Karriere

### Verein
Quina spielte in seiner Jugend für Benfica Lissabon und wechselte 2013 nach England in die Akademie des FC Chelsea. Quina beschloss, im Mai 2016 bei West Ham United zu unterschreiben, mit der Erwartung, dass er im Juli 2016 in den Kader eintreten und an seinem 17. Geburtstag im November 2016 einen Profivertrag unterzeichnen würde. Er gab sein Debüt als Ersatzspieler für Michail Antonio in der 81. Minute gegen NK Domzale in der Europa League am 28. Juli 2016. Mit 17 Jahren unterschrieb Quina im November 2016 seinen ersten Profivertrag bei West Ham, der ihn bis 2019 an den Verein band.
Am 9. August 2018 unterzeichnete Quina beim FC Watford einen Vierjahresvertrag über eine nicht bekannt gegebene Ablöse von schätzungsweise 1 Million Pfund Sterling. Er gab sein Watford-Debüt am 29. August in einer zweiten Runde des League Cup gegen den FC Reading. In diesem Spiel erzielte er aus 30 Metern den Treffer zum 2:0 Endstand. Er gab sein Premier-League-Debüt für den Verein am 4. Dezember 2018 als Einwechselspieler in einer 1:2-Heimniederlage gegen Manchester City und sein erster Liga-Start erfolgte im nächsten Spiel, am 10. Dezember 2018, in einem 2:2 auswärts gegen den FC Everton.  Am 15. Dezember erzielte er als jüngster Watford-Spieler in der Premier-League-Geschichte ein Tor in einem Spiel gegen Cardiff City.
Im Februar 2021 wurde er an den FC Granada verliehen und auch für die folgende Saison 2021/22 lieh ihn Watford, das mittlerweile in die zweithöchste Spielklasse abgestiegen war, an den Ligakonkurrenten FC Fulham aus, wobei Fulham eine Kaufoption nach Ablauf der Leihperiode zugesprochen wurde. Zur Saison 2022/23 wurde er nach Spanien zum FC Elche verliehen. Im Januar 2023 wurde die Leihe vorzeitig abgebrochen und Quina wechselte erneut per Leihe für den Rest der Saison zu Rotherham United.
Nach 5 Leihen wechselte er im Sommer 2023 fest nach Italien zu Udinese Calcio. Bereits nach einem halben Jahr in Italien mit nur 2 Einsätzen in der Serie A folgte die Leihe zum FC Vizela nach Portugal.

### Nationalmannschaft
Mit der Nationalmannschaft Portugals gewann er die U-17-Europameisterschaft 2016 und die U-19-Europameisterschaft 2018. Zudem wurde er bei beiden Turnieren in die Mannschaft des Turniers gewählt.

## Persönliches
Quina wurde in Guinea-Bissau geboren und kam als Kind nach Portugal. Sein Vater ist der ehemalige Profifußballer Samuel Quina, der in den 1990er-Jahren 5 Länderspiele für Portugal absolvierte.